# Élections législatives de 1993 dans le Haut-Rhin
Les élections législatives françaises de 1993 se déroulent les 21 et 28 mars 1993. Dans le département du Haut-Rhin, sept députés sont à élire dans le cadre de sept circonscriptions.

## Élus
| Circonscription | Député sortant       | Parti | Parti     | Député élu ou réélu | Parti | Parti     |
| --------------- | -------------------- | ----- | --------- | ------------------- | ----- | --------- |
| 1re             | Edmond Gerrer        |       | UDF (CDS) | Gilbert Meyer       |       | RPR       |
| 2e              | Jean-Paul Fuchs      |       | UDF (CDS) | Jean-Paul Fuchs     |       | UDF (CDS) |
| 3e              | Jean-Luc Reitzer     |       | RPR       | Jean-Luc Reitzer    |       | RPR       |
| 4e              | Jean Ueberschlag     |       | RPR       | Jean Ueberschlag    |       | RPR       |
| 5e              | Jean-Marie Bockel    |       | PS        | Joseph Klifa        |       | UDF (PSD) |
| 6e              | Jean-Jacques Weber   |       | UDF (CDS) | Jean-Jacques Weber  |       | UDF (CDS) |
| 7e              | Jean-Pierre Baeumler |       | PS        | Michel Habig        |       | RPR       |

## Positionnement des partis
Les candidats d'alliance RPR-UDF et divers droite se présentent sous la bannière de l'Union pour la France et ceux du Parti socialiste derrière l'Alliance des Français pour le Progrès. Par ailleurs, Les Verts et Génération écologie s'unissent sous l'étiquette Entente des écologistes.

## Résultats

### Résultats à l'échelle du département
| Parti          | Parti                                 | Premier tour | Premier tour | Second tour | Second tour | Sièges |
| Parti          | Parti                                 | Voix         | %            | Voix        | %           | Sièges |
| -------------- | ------------------------------------- | ------------ | ------------ | ----------- | ----------- | ------ |
|                | Rassemblement pour la République      | 79 872       | 27,41        | 69 203      | 33,36       | 4      |
|                | Union pour la démocratie française    | 53 056       | 18,21        | 61 547      | 29,67       | 3      |
|                | Divers droite                         | 12 590       | 4,32         |             |             | 0      |
|                | Union pour la France                  | 145 518      | 49,94        | 130 750     | 63,03       | 7      |
|                |                                       |              |              |             |             |        |
|                | Parti socialiste                      | 39 574       | 13,58        | 32 551      | 15,69       | 0      |
|                | Divers gauche (Maj. prés.)            | 3 580        | 1,23         |             |             | 0      |
|                | Alliance des Français pour le progrès | 43 154       | 14,81        | 32 551      | 15,69       | 0      |
|                |                                       |              |              |             |             |        |
|                | Les Verts                             | 27 268       | 9,36         |             |             | 0      |
|                | Génération écologie                   | 11 205       | 3,85         | 17 403      | 8,39        | 0      |
|                | Entente des écologistes               | 38 473       | 13,20        | 17 403      | 8,39        | 0      |
|                |                                       |              |              |             |             |        |
|                | Front national                        | 42 417       | 14,56        | 26 728      | 12,89       | 0      |
|                | Parti communiste français             | 6 614        | 2,27         |             |             | 0      |
|                | Divers dont PLN                       | 5 728        | 1,97         | 0           |             |        |
|                | Extrême gauche dont LO                | 5 279        | 1,81         | 0           |             |        |
|                | Régionaliste                          | 3 065        | 1,05         | 0           |             |        |
|                | Extrême droite                        | 1 116        | 0,38         | 0           |             |        |
|                |                                       |              |              |             |             |        |
| Inscrits       | Inscrits                              | 450 825      | 100,00       | 378 006     | 100,00      | 7      |
| Abstentions    | Abstentions                           | 142 260      | 31,56        | 146 151     | 38,66       |        |
| Votants        | Votants                               | 308 565      | 68,44        | 231 855     | 61,34       |        |
| Blancs et nuls | Blancs et nuls                        | 17 201       | 5,57         | 24 423      | 10,53       |        |
| Exprimés       | Exprimés                              | 291 364      | 94,43        | 207 432     | 89,47       |        |

### Résultats par circonscription

#### Première circonscription (Colmar)
| Candidat       | Candidat              | Parti          | Premier tour | Premier tour | Second tour | Second tour |  |
| Candidat       | Candidat              | Parti          | Voix         | %            | Voix        | %           |  |
| -------------- | --------------------- | -------------- | ------------ | ------------ | ----------- | ----------- |  |
|                | Gilbert Meyer élu     | RPR            | 16 959       | 41,67        | 21 257      | 100,00      |  |
|                | Edmond Gerrer sortant | UDF (CDS)      | 6 849        | 16,83        | Retrait     | Retrait     |  |
|                | Guy Waehren           | Les Verts (EÉ) | 6 125        | 15,05        |             |             |  |
|                | René Becker           | FN             | 5 439        | 13,36        |             |             |  |
|                | Serge Rosenblieh      | PS (ADFP)      | 4 530        | 11,13        |             |             |  |
|                | Régine Mariage        | PCF            | 796          | 1,96         |             |             |  |
|                | Renée Coulanges       | Divers         | 0            | 0,00         |             |             |  |
|                |                       |                |              |              |             |             |  |
| Inscrits       | Inscrits              | Inscrits       | 61 380       | 100,00       | 61 381      | 100,00      |  |
| Abstentions    | Abstentions           | Abstentions    | 18 472       | 30,09        | 33 672      | 54,86       |  |
| Votants        | Votants               | Votants        | 42 908       | 69,91        | 27 709      | 45,14       |  |
| Blancs et nuls | Blancs et nuls        | Blancs et nuls | 2 210        | 5,15         | 6 452       | 23,28       |  |
| Exprimés       | Exprimés              | Exprimés       | 40 698       | 94,85        | 21 257      | 76,72       |  |

#### Deuxième circonscription (Wintzenheim)
| Candidat       | Candidat                      | Parti          | Premier tour | Premier tour | Second tour | Second tour |  |
| Candidat       | Candidat                      | Parti          | Voix         | %            | Voix        | %           |  |
| -------------- | ----------------------------- | -------------- | ------------ | ------------ | ----------- | ----------- |  |
|                | Jean-Paul Fuchs sortant réélu | UDF (CDS)      | 17 362       | 39,64        | 21 858      | 55,67       |  |
|                | Christine Barthet             | GÉ (EÉ)        | 7 519        | 17,17        | 17 403      | 44,33       |  |
|                | Hervé Dick                    | FN             | 4 879        | 11,14        |             |             |  |
|                | Thierry Speitel               | Divers droite  | 4 788        | 10,93        |             |             |  |
|                | Jacques Cattin                | CNIP           | 4 015        | 9,17         |             |             |  |
|                | Arnaud Bory                   | PS (ADFP)      | 3 020        | 6,89         |             |             |  |
|                | Jean-Jacques Kapp             | MDD            | 1 228        | 2,80         |             |             |  |
|                | Guy Buecher                   | PCF            | 990          | 2,26         |             |             |  |
|                | Marianne Piotrowski           | Divers         | 0            | 0,00         |             |             |  |
|                |                               |                |              |              |             |             |  |
| Inscrits       | Inscrits                      | Inscrits       | 67 645       | 100,00       | 67 643      | 100,00      |  |
| Abstentions    | Abstentions                   | Abstentions    | 20 859       | 30,84        | 24 941      | 36,87       |  |
| Votants        | Votants                       | Votants        | 46 786       | 69,16        | 42 702      | 63,13       |  |
| Blancs et nuls | Blancs et nuls                | Blancs et nuls | 2 985        | 6,38         | 3 441       | 8,06        |  |
| Exprimés       | Exprimés                      | Exprimés       | 43 801       | 93,62        | 39 261      | 91,94       |  |

#### Troisième circonscription (Altkirch)
|                | Jean-Luc Reitzer sortant réélu | RPR (UPF)      | 31 350 | 62,37  |  |  |  |
|                | Guy Lehning                    | Les Verts (EÉ) | 6 372  | 12,86  |  |  |  |
|                | Roland Thévenot                | FN             | 5 654  | 11,41  |  |  |  |
|                | Jean-Marie Maurer              | PS (ADFP)      | 4 030  | 8,13   |  |  |  |
|                | Claude Canard                  | LO             | 1 132  | 2,28   |  |  |  |
|                | Joseph Simeoni                 | PCF            | 1 013  | 2,04   |  |  |  |
|                | Marie-Christine Diveaux        | Divers         | 0      | 0,00   |  |  |  |
|                |                                |                |        |        |  |  |  |
| Inscrits       | Inscrits                       | Inscrits       | 72 815 | 100,00 |  |  |  |
| Abstentions    | Abstentions                    | Abstentions    | 20 312 | 27,9   |  |  |  |
| Votants        | Votants                        | Votants        | 52 503 | 72,1   |  |  |  |
| Blancs et nuls | Blancs et nuls                 | Blancs et nuls | 2 952  | 5,62   |  |  |  |
| Exprimés       | Exprimés                       | Exprimés       | 49 551 | 94,38  |  |  |  |

#### Quatrième circonscription (Rixheim - Saint-Louis)
| Candidat       | Candidat                       | Parti          | Premier tour | Premier tour | Second tour | Second tour |  |
| Candidat       | Candidat                       | Parti          | Voix         | %            | Voix        | %           |  |
| -------------- | ------------------------------ | -------------- | ------------ | ------------ | ----------- | ----------- |  |
|                | Jean Ueberschlag sortant réélu | RPR (UPF)      | 18 944       | 47,16        | 26 598      | 76,71       |  |
|                | Bernard Yung                   | FN             | 4 625        | 11,51        | 8 077       | 23,29       |  |
|                | Jean-Bernard Forestier         | Les Verts (EÉ) | 4 356        | 10,84        |             |             |  |
|                | Jean-Claude Delbarre           | PS (ADFP)      | 3 678        | 9,16         |             |             |  |
|                | Bernard Simon                  | MDD            | 3 268        | 8,14         |             |             |  |
|                | Hubert Schneider               | Régionaliste   | 3 065        | 7,63         |             |             |  |
|                | Corinne Freynet                | LT-LNÉ         | 1 553        | 3,87         |             |             |  |
|                | Daniel Rouillon                | LO             | 677          | 1,69         |             |             |  |
|                |                                |                |              |              |             |             |  |
| Inscrits       | Inscrits                       | Inscrits       | 64 488       | 100,00       | 64 484      | 100,00      |  |
| Abstentions    | Abstentions                    | Abstentions    | 22 107       | 34,28        | 25 280      | 39,2        |  |
| Votants        | Votants                        | Votants        | 42 381       | 65,72        | 39 204      | 60,8        |  |
| Blancs et nuls | Blancs et nuls                 | Blancs et nuls | 2 215        | 5,23         | 4 529       | 11,55       |  |
| Exprimés       | Exprimés                       | Exprimés       | 40 166       | 94,77        | 34 675      | 88,45       |  |

#### Cinquième circonscription (Mulhouse-Centre)
| Candidat       | Candidat                  | Parti          | Premier tour | Premier tour | Second tour | Second tour |  |
| Candidat       | Candidat                  | Parti          | Voix         | %            | Voix        | %           |  |
| -------------- | ------------------------- | -------------- | ------------ | ------------ | ----------- | ----------- |  |
|                | Joseph Klifa élu          | UDF (PSD)      | 9 315        | 28,63        | 13 690      | 39,39       |  |
|                | Jean-Marie Bockel sortant | PS (ADFP)      | 7 732        | 23,77        | 13 588      | 39,1        |  |
|                | Gérard Freulet            | FN             | 6 921        | 21,27        | 7 476       | 21,51       |  |
|                | Jacques Muller            | Les Verts (EÉ) | 3 257        | 10,01        |             |             |  |
|                | Alain Sekula              | diss. UDF      | 1 136        | 3,49         |             |             |  |
|                | Mireille Antoine          | LT-LNÉ         | 1 135        | 3,49         |             |             |  |
|                | Bernard Frey              | Divers         | 1 116        | 3,43         |             |             |  |
|                | Auguste Bechler           | PCF            | 597          | 1,83         |             |             |  |
|                | Walter Anstett            | Divers droite  | 469          | 1,44         |             |             |  |
|                | Christiane Rolandez       | LO             | 424          | 1,3          |             |             |  |
|                | Claude Holler             | Divers gauche  | 312          | 0,96         |             |             |  |
|                | Aly Me Mougamadou         | PLN            | 121          | 0,37         |             |             |  |
|                |                           |                |              |              |             |             |  |
| Inscrits       | Inscrits                  | Inscrits       | 52 719       | 100,00       | 52 719      | 100,00      |  |
| Abstentions    | Abstentions               | Abstentions    | 18 577       | 35,24        | 16 545      | 31,38       |  |
| Votants        | Votants                   | Votants        | 34 142       | 64,76        | 36 174      | 68,62       |  |
| Blancs et nuls | Blancs et nuls            | Blancs et nuls | 1 607        | 4,71         | 1 420       | 3,93        |  |
| Exprimés       | Exprimés                  | Exprimés       | 32 535       | 95,29        | 34 754      | 96,07       |  |

#### Sixième circonscription (Mulhouse-Nord)
| Candidat       | Candidat                         | Parti          | Premier tour | Premier tour | Second tour | Second tour |  |
| Candidat       | Candidat                         | Parti          | Voix         | %            | Voix        | %           |  |
| -------------- | -------------------------------- | -------------- | ------------ | ------------ | ----------- | ----------- |  |
|                | Jean-Jacques Weber sortant réélu | UDF (CDS)      | 18 394       | 43,01        | 25 999      | 69,94       |  |
|                | Michel Thévenot                  | FN             | 7 736        | 18,09        | 11 175      | 30,06       |  |
|                | Joseph Spiegel                   | PS (ADFP)      | 6 942        | 16,23        |             |             |  |
|                | Roger Winterhalter               | GÉ (EÉ)        | 3 686        | 8,62         |             |             |  |
|                | Georgette Lyons                  | LT-LNÉ         | 2 237        | 5,23         |             |             |  |
|                | Philippe Duffau                  | CAP            | 1 702        | 3,98         |             |             |  |
|                | Laurent Muth                     | PCF            | 1 161        | 2,71         |             |             |  |
|                | Guy Buecher                      | LO             | 906          | 2,12         |             |             |  |
|                |                                  |                |              |              |             |             |  |
| Inscrits       | Inscrits                         | Inscrits       | 67 765       | 100,00       | 67 643      | 100,00      |  |
| Abstentions    | Abstentions                      | Abstentions    | 22 662       | 33,44        | 25 188      | 37,24       |  |
| Votants        | Votants                          | Votants        | 45 103       | 66,56        | 42 455      | 62,76       |  |
| Blancs et nuls | Blancs et nuls                   | Blancs et nuls | 2 339        | 5,19         | 5 281       | 12,44       |  |
| Exprimés       | Exprimés                         | Exprimés       | 42 764       | 94,81        | 37 174      | 87,56       |  |

#### Septième circonscription (Cernay - Guebwiller)
| Candidat       | Candidat                     | Parti          | Premier tour | Premier tour | Second tour | Second tour |  |
| Candidat       | Candidat                     | Parti          | Voix         | %            | Voix        | %           |  |
| -------------- | ---------------------------- | -------------- | ------------ | ------------ | ----------- | ----------- |  |
|                | Michel Habig élu             | RPR (UPF)      | 12 619       | 30,15        | 21 348      | 52,96       |  |
|                | Jean-Pierre Baeumler sortant | PS             | 9 642        | 23,04        | 18 963      | 47,04       |  |
|                | Hervé Dick                   | FN             | 7 163        | 17,12        |             |             |  |
|                | Antoine Waechter             | Les Verts (EÉ) | 7 158        | 17,1         |             |             |  |
|                | Yves Lourdel                 | PCF            | 1 380        | 3,3          |             |             |  |
|                | José Sanjuan                 | Divers droite  | 1 331        | 3,18         |             |             |  |
|                | Aimé Sense                   | LO             | 1 115        | 2,66         |             |             |  |
|                | Maurice Triponel             | CNIP           | 759          | 1,81         |             |             |  |
|                | Nicole Loup                  | LT-LNÉ         | 682          | 1,63         |             |             |  |
|                |                              |                |              |              |             |             |  |
| Inscrits       | Inscrits                     | Inscrits       | 64 013       | 100,00       | 64 013      | 100,00      |  |
| Abstentions    | Abstentions                  | Abstentions    | 19 271       | 30,1         | 20 402      | 31,87       |  |
| Votants        | Votants                      | Votants        | 44 742       | 69,9         | 43 611      | 68,13       |  |
| Blancs et nuls | Blancs et nuls               | Blancs et nuls | 2 893        | 6,47         | 3 300       | 7,57        |  |
| Exprimés       | Exprimés                     | Exprimés       | 41 849       | 93,53        | 40 311      | 92,43       |  |